# Mankind (canción de Pearl Jam)
«Mankind» es una canción del grupo de rock estadounidense Pearl Jam, que aparece en su cuarto álbum No Code. Esta canción es la primera en la que el cantante Eddie Vedder no colabora ni en la letra ni la música y también en la que él no interpreta la voz principal. La canción está acreditada tan solo al guitarrista Stone Gossard, siendo él mismo quien interpreta la voz principal.

## Significado de la Letra
«Mankind» (que significa Humanidad en inglés) es una especie de análisis acerca de como la humanidad ha ido evolucionando de manera muy superficial y como poco a poco la gente busca cosas menos profundas y como todos van imitando ese comportamiento. La línea "Going out like bacchanal..." es una referencia al club Bacchanal localizado en la ciudad de San Diego, California, que Eddie Vedder solía frecuentar.